# Flocques
Flocques és un municipi francès situat al departament del Sena Marítim i a la regió de Normandia. L'any 2007 tenia 675 habitants.

## Demografia

### Població
El 2007 la població de fet de Flocques era de 675 persones. Hi havia 248 famílies de les quals 52 eren unipersonals (32 homes vivint sols i 20 dones vivint soles), 76 parelles sense fills, 112 parelles amb fills i 8 famílies monoparentals amb fills.
La població ha evolucionat segons el següent gràfic:
Habitants censats

### Habitatges
El 2007 hi havia 256 habitatges, 249 eren l'habitatge principal de la família, 4 eren segones residències i 3 estaven desocupats. 251 eren cases i 1 era un apartament. Dels 249 habitatges principals, 227 estaven ocupats pels seus propietaris, 17 estaven llogats i ocupats pels llogaters i 5 estaven cedits a títol gratuït; 2 tenien una cambra, 5 en tenien dues, 29 en tenien tres, 78 en tenien quatre i 135 en tenien cinc o més. 203 habitatges disposaven pel capbaix d'una plaça de pàrquing. A 117 habitatges hi havia un automòbil i a 117 n'hi havia dos o més.

### Piràmide de població
La piràmide de població per edats i sexe el 2009 era:
| Homes | Edats   | Dones |
| ----- | ------- | ----- |
| 0     | 95 o +  | 4     |
| 0     | 90 a 94 | 0     |
| 0     | 85 a 89 | 0     |
| 4     | 80 a 84 | 0     |
| 12    | 75 a 79 | 8     |
| 8     | 70 a 74 | 16    |
| 4     | 65 a 69 | 16    |
| 24    | 60 a 64 | 12    |
| 16    | 55 a 59 | 12    |
| 28    | 50 a 54 | 28    |
| 24    | 45 a 49 | 20    |
| 20    | 40 a 44 | 36    |
| 28    | 35 a 39 | 16    |
| 16    | 30 a 34 | 20    |
| 20    | 25 a 29 | 20    |
| 8     | 20 a 24 | 12    |
| 28    | 15 a 19 | 28    |
| 32    | 10 a 14 | 44    |
| 12    | 5 a 9   | 12    |
| 12    | 0 a 4   | 12    |

## Economia
El 2007 la població en edat de treballar era de 464 persones, 330 eren actives i 134 eren inactives. De les 330 persones actives 295 estaven ocupades (168 homes i 127 dones) i 35 estaven aturades (20 homes i 15 dones). De les 134 persones inactives 59 estaven jubilades, 28 estaven estudiant i 47 estaven classificades com a «altres inactius».

### Ingressos
El 2009 a Flocques hi havia 250 unitats fiscals que integraven 684,5 persones, la mediana anual d'ingressos fiscals per persona era de 18.517 €.

### Activitats econòmiques
Dels 19 establiments que hi havia el 2007, 3 eren d'empreses extractives, 2 d'empreses de fabricació d'altres productes industrials, 2 d'empreses de construcció, 3 d'empreses de comerç i reparació d'automòbils, 3 d'empreses de transport, 1 d'una empresa d'hostatgeria i restauració, 1 d'una empresa immobiliària, 1 d'una empresa de serveis i 3 d'empreses classificades com a «altres activitats de serveis».
Dels 2 establiments de servei als particulars que hi havia el 2009, 1 era un guixaire pintor i 1 lampisteria.
L'any 2000 a Flocques hi havia 5 explotacions agrícoles.

## Equipaments sanitaris i escolars
El 2009 hi havia una escola elemental.

## Poblacions més properes
El següent diagrama mostra les poblacions més properes.